# آبتين (اسم)
آبتين أو أبتين أو آتبين أو أثفِيا الذي هو اسم أبى فريدون في الشاهنامه وفي الأساطير الإيرانية الدينية والتاريخية. أبتين من الفرس ينتسب إلى طهمورث الملك. وأن الضحاك قد قتله، وأطعم دماغه الحيتين.